# George-Étienne Cartier
George-Étienne Cartier (ur. 6 września 1814, zm. 20 maja 1873) – kanadyjski polityk konserwatywny. Jedna z najwybitniejszych postaci kanadyjskiej sceny politycznej II poł. XIX w. Jeden z czołowych architektów Konfederacji Kanady.

## Życiorys
Cartier ukończył prawo i zaczął praktykować w 1835. Jednocześnie rozpoczął działalność polityczną. Popierał patriotyczną działalność Papineau. Należał do patriotycznej, konspiracyjnej organizacji Fils de la Liberté – Synowie Wolności. Wziął czynny udział w rebelii w 1837. Po jej stłumieniu przebywał przez pewien czas na emigracji w USA.
Do oficjalnej polityki Cartier wszedł w 1848 zdobywając mandat do parlamentu Unii Kanadyjskiej. W 1857 pierwszy raz został współpremierem wraz z Johnem Macdonaldem na dwa lata oraz ponownie w latach 1857–1862. Po wycofaniu się z polityki Étienne-Paschala Taché i Louisa-Hippolyte'a La Fontaine'a Cartier stał się czołowym politykiem frankofońskim.
Począwszy od 1858 w obliczu permanentnego kryzysu politycznego w jakim pogrążała się Kanada, Cartier rozpoczął działalność w kierunku utworzenia konfederacji brytyjskich prowincji w Północnej Ameryce. Wraz z Alexandrem Tillochem Galtem i Johnem Rossem udał się do Anglii, gdzie próbował przekonać królową Wiktorię o konieczności zmian. W 1864 wszedł do liberalno-konserwatywnego rządu koalicyjnego, który zainicjował proces tworzenia Konfederacji Kanady. Był uczestnikiem konferencji w Charlottetown i w Québecu. 1 lipca 1867 wszedł do pierwszego rządu skonfederowanej Kanady jako minister obrony. Był także członkiem gabinetu prowincji Quebec.
Jako członek gabinetu Johna Mcdonalda był odpowiedzialny za negocjacje z Kompanią Zatoki Hudsona w celu przejęcia Terytoriów Północno-Zachodnich. Negocjował także utworzenie Manitoby oraz przystąpienie do Konfederacji Kolumbii Brytyjskiej. Był także odpowiedzialny za proces legislacyjny utworzenia Kolei Transkanadyjskiej.
Aby leczyć chroniczną niewydolność nerek w 1872 Cartier wyjechał do Londynu, gdzie zmarł w wieku 58 lat.